# Светско првенство у рагбију 2015.
Светско првенство у рагбију 2015. (службени назив: 2015 Rugby World Cup) је било осмо светско првенство у рагбију 15 које се одржало у Енглеској. Првенство се одржало од 18. септембра 2015. до 31. октобра 2015.
Енглеска и Велс су били домаћини светског првенства, титулу светског првака је рекордни трећи пут освојио Нови Зеланд, који је у великом финалу на "храму рагбија", стадиону Твикенам (82. 000) победио Аустралију. Треће место је освојила Јужноафричка Република, која је у борби за бронзану медаљу победила Аргентину. Европа је доживела крах. Домаћин Енглеска није прошла ни групну фазу, двоструки узастопни шампион Европе Ирска је изгубила четврт-финале од Аргентине, троструки вицешампион света Француска је демолирана од стране Новог Зеланда, Шкотска је елиминисана од Аустралије, а Велс од Јужноафричке Републике, па Стари континент, по први пут у историји рагби јуниона, није имао представника у полуфиналу светског првенства.
Светско првенство у рагбију 2015., било је највећа спортска манифестација на Земљи у тој години и оборило је све рекорде, када су у питању гледаност, приходи од карата и телевизијска гледаност за једно рагби такмичење. Енглеска је од овог светског првенства зарадила више новца него од летњих олимпијских игара 2012. На свакој утакмици је било у просеку 51. 621 гледалаца. Финале између Валабиса и Ол блекса је преко малих екрана гледало око 120 000 000 љубитеља рагбија.

## Избор домаћина
Десет држава су планирале да добију домаћинство овог светског првенства, Аустралија, Енглеска, Јапан, Велс, Ирска, Италија, Јамајка, Русија, Шкотска и Јужноафричка Република. Светска рагби федерација је 28. јула 2009., објавила да ће Енглеска бити домаћин осмог светског првенства, али ће се неке утакмице играти и у Велсу.

## Квалификације
Рагби јунион је глобални спорт, који се игра у 117 држава чланица Уједињених нација. 12 репрезентација су захваљујући високом пласману на претходном светском првенству одржаном на Новом Зеланду 2011., обезбедиле директан пласман. Осталих 8 репрезентација су се квалификовале кроз континентална такмичења. Уругвај и Русија су играли бараж за пласман на светско првенство и Уругвај је био бољи у двомечу.
| Регион                              | Квалификације |
| ----------------------------------- | ------------- |
| Европа                              | 8             |
| Јужна Америка                       | 2             |
| Северна, Централна Америка и Кариби | 2             |
| Азија                               | 1             |
| Африка                              | 2             |
| Океанија                            | 5             |

### Репрезентације које су се квалификовале
На Светском првенству у рагбију 2015. је укупно учествовало 20 репрезентација, а то су:
| Африка - Јужноафричка Република - Намибија Северна Америка, Средња Америка и Кариби - Канада - САД Јужна Америка - Аргентина - Уругвај | Азија - Јапан Европа - Енглеска - Француска - Ирска - Велс - Шкотска - Италија - Грузија - Румунија | Океанија - Аустралија - Нови Зеланд - Фиџи - Самоа - Тонга |

## Стадиони
Утакмице светског првенства у рагбију 2015., играле су се на 13 стадиона широм Енглеске и Велса:
- Вембли (стадион) - 90.000
- Стадион Твикенам - 82.000
- Олимпијски стадион у Лондону - 56.000
- Миленијум (стадион) - 74.500
- Сент Џејмс парк - 52.387
- Вила парк - 42.788
- Кинг Пауер стадион - 32.313
- Фалмер стадион - 30.750
- МК стадион - 30.500
- Стадион Кингсхолм - 16.500
- Сенди Парк - 12.500
- Еланд Роуд - 37.914
- Градски стадион у Манчестеру - 55.097

## Жреб
Жреб је одржан 3. децембра 2012., у Лондону.
Распоред шешира је био следећи
| Шешир 1 - Нови Зеланд - Јужноафричка Република - Аустралија - Француска | Шешир 2 - Енглеска - Ирска - Самоа - Аргентина | Шешир 3 - Велс - Италија - Тонга - Шкотска | Шешир 4 - Канада - Јапан - Грузија - Фиџи | Шешир 5 - Намибија - САД - Румунија - Уругвај |  |

## Групе
Група А
- Аустралија
- Енглеска
- Велс
- Фиџи
- Уругвај

Група Б
- Јужноафричка Република
- Шкотска
- Јапан
- Самоа
- Сједињене Америчке Државе

Група Ц
- Нови Зеланд
- Аргентине
- Грузија
- Тонга
- Намибија

Група Д
- Ирска
- Француска
- Италија
- Румунија
- Канада

## Такмичење по групама
20 најбољих рагби репрезентација света, биле су подељене у 4 групе. 2 најбоље пласиране репрезентације су ишле у четврфинале, а трећепласиране су обезбедиле директан пласман на следеће светско првенство у рагбију, које ће се 2019., одржати у Јапану. На овом светском првенству по први пут се догодило, да домаћин не прође ни групну фазу. Испоставило се да је "група смрти", у којој су били Аустралија и Велс, била прејака за Енглеску. Највећа сензација се догодила у групи Б, где је Јапан победио Јужнофричку Републику.
Група А
Енглеска-Фиџи 35-11
Велс-Уругвај 54-9
Аустралија-Фиџи 28-13
Енглеска-Велс 25-28
Аустралија-Уругвај 65-3
Велс-Фиџи 23-13
Енглеска-Аустралија 13-33
Фиџи-Уругвај 47-15
Аустралија-Велс 15-6
Енглеска-Уругвај 60-3
Група Б
Јужноафричка Република-Јапан 32-34
Самоа-Сједињене Америчке Државе 25-16
Шкотска-Јапан 45-10
Јужноафричка Република-Самоа 46-6
Шкотска-Сједињене Америчке Државе 39-16
Самоа-Јапан 5-26
Јужнаофричка Република-Шкотска 34-16
Јужноафричка Република-Сједињене Америчке Државе 64-0
Самоа-Сједињене Америчке Државе 33-36
Сједињене Америчке Државе-Јапан 18-28
Група Ц
Тонга-Грузија 10-17
Нови Зеланд-Аргентина 26-16
Нови Зеланд-Намибија 58-14
Аргентина-Грузија 54-9
Тонга-Намибија 35-21
Нови Зеланд-Грузија 43-10
Аргентина-Тонга 45-16
Намибија-Грузија 16-17
Нови Зеланд-Тонга 47-9
Аргентина-Намибија 64-19
Група Д
Ирска-Канада 50-7
Француска-Италија 32-10
Француска-Румунија 38-11
Италија-Канада 23-18
Ирска-Румунија 44-10
Француска-Канада 41-18
Ирска-Италија 16-9
Канада-Румунија 15-17
Италија-Румунија 32-22
Француска-Ирска 9-24

## Елиминациона фаза
У нокаут фази јужна хемисфера је потврдила доминацију у овом спорту. Шкотској и Велсу је мало недостајало да елиминушу двоструке шампионе света, Аустралију и Јужну Африку, али су поклекли у самом финишу својих мечева. У полуфиналу је Јужноафричка Република одлично одиграла, против Новог Зеланда, али ипак то није било довољно за победу. Аргентина је декласирала шампиона Европе Ирску, али је на крају освојила 4. место. У великом финалу, Ол блекси су победили Валабисе и освојили рекордну трећу титулу светског првака. Цене карата за финале биле су од 150 до 715 фунти.
Четрвртфинале
Јужноафричка Република-Велс 23-19
Нови Зеланд-Француска 62-13
Аргентина-Ирска 20-43
Аустралија-Шкотска 35-34
Полуфинале
Нови Зеланд-Јужноафричка Република 20-18
Аустралија-Аргентина 29-15
Меч за бронзану медаљу
Јужноафричка Република-Аргентина 24-13
Финале
Нови Зеланд - Аустралија 34-17
| Нови Зеланд | 34 – 17 | Аустралија |
| ----------- | ------- | ---------- |
|             |         |            |

| Шампион Света у рагбију 2015.  |
| ------------------------------ |
| Нови Зеланд 3. титула (рекорд) |

### Награде и статистика
Најбољи поентер
Николас Санчез - 97 поена
Највише постигнутих есеја
Џулијан Савеа - 8 есеја
Највише погођених претварања
Ден Картер - 23 конверзије
Највише погођених пенала
Андре Полард - 23 казне
Највише дроп голова
Ден Картер - 2 дроп гола
Укупно постигнутих поена
2 439
Укупно постигнутих есеја
271
Највише поститнитих поена
Нови Зеланд - 290 поена
Највише есеја у једној утакмици
Аустралија - 11 есеја